# MOVIX伊勢崎
MOVIX伊勢崎（むーびっくすいせさき）は群馬県伊勢崎市にあるスマーク伊勢崎3階にある10スクリーン、1,749席（車椅子席20席）で松竹マルチプレックスシアターズが運営するシネマコンプレックス。
現在のMOVIX伊勢崎は二代目であり、かつて同市内のスーパーモールいせさきに存在した初代店舗、前身のプレビ劇場についても記載している。

## MOVIX伊勢崎（初代）
1999年7月10日に同市内のスーパーモールいせさき敷地内に開業し、11スクリーン、2,222席で運営していた。
MOVIXブランドとしては六甲（閉館済み）、周南、日吉津に続き第4号店、関東初進出であった。
賃貸借の契約期間満了に伴い2019年2月28日に閉館。2025年1月現在は建物は解体されており、伊勢崎住宅公園（総合住宅展示場）となっている。

## プレビ劇場⇒MOVIX伊勢崎（二代目）

### プレビ劇場ISESAKI
2008年11月20日のスマーク伊勢崎の開業から長らく入居していたプレビ劇場は、劇場名の通り、プレビが運営しており、シネマコンプレックスとゲームセンターの複合施設であった。
全10スクリーン／1,694席の座席を備えていたが、2019年1月27日に賃貸借の契約期間満了のため閉館した。
| No. | 座席数 | 座席数 | スクリーンサイズ(m) | スクリーンサイズ(m) | 音響          |
| No. | 通常席 | 車椅子 | 縦                  | 横                  | 音響          |
| --- | ------ | ------ | ------------------- | ------------------- | ------------- |
| 1   | 398    | 2      | 6.8                 | 16.4                | デジタル6.1ch |
| 2   | 246    | 2      | 6.4                 | 15.2                | デジタル6.1ch |
| 3   | 104    | 2      | 2.8                 | 6.7                 | デジタル5.1ch |
| 4   | 117    | 2      | 3.3                 | 7.9                 | デジタル5.1ch |
| 5   | 210    | 2      | 3.9                 | 9.2                 | デジタル6.1ch |
| 6   | 116    | 2      | 3.5                 | 8.5                 | デジタル5.1ch |
| 7   | 111    | 2      | 3.3                 | 7.9                 | デジタル5.1ch |
| 8   | 128    | 2      | 3.8                 | 9.0                 | デジタル5.1ch |
| 9   | 128    | 2      | 3.8                 | 9.0                 | デジタル5.1ch |
| 10  | 111    | 2      | 3.3                 | 7.9                 | デジタル5.1ch |

### MOVIX伊勢崎（二代目）
同じくスーパーモールいせさきで賃貸借の契約期間満了を迎えていたMOVIX伊勢崎が移転し、撤退したプレビ劇場のうち映画館を継承。（なお、元ゲームセンターだったところにはコジマ×ビックカメラが入居。）
全スクリーンデジタル映写、デジタル音響対応。コンセッションにはドリンクバーを設置。
プレビ劇場からSMTに運営会社が変わった際に、スクリーン番号が一部変更になったほか、スクリーンサイズがアップされたり、一部スクリーンの座席が増設された。
| スクリーン番号 | スクリーン番号 | 定員数 | 定員数 | スクリーンサイズ(m) | スクリーンサイズ(m) | 音響        | 備考 |
| MOVIX          | プレビ時代     | 一般席 | 車椅子 | 縦                  | 横                  | 音響        | 備考 |
| -------------- | -------------- | ------ | ------ | ------------------- | ------------------- | ----------- | ---- |
| 1              | 10             | 113    | 2      | 4.30                | 7.90                | SRD         |      |
| 2              | 9              | 132    | 2      | 4.90                | 9.00                | SRD         |      |
| 3              | 8              | 132    | 2      | 4.90                | 9.00                | SRD         |      |
| 4              | 7              | 113    | 2      | 4.27                | 7.90                | SRD         |      |
| 5              | 5              | 214    | 2      | 5.60                | 10.36               | SRD         |      |
| 6              | 3              | 106    | 2      | 3.60                | 6.70                | SRD、SRD-EX |      |
| 7              | 1              | 430    | 2      | 7.99                | 19.10               | SRD、SRD-EX |      |
| 8              | 2              | 270    | 2      | 6.82                | 16.30               | SRD         |      |
| 9              | 4              | 119    | 2      | 3.70                | 6.80                | SRD         |      |
| 10             | 6              | 120    | 2      | 4.50                | 8.30                | SRD         |      |